# Izydor Paszkiewicz
Izydor Paszkiewicz – polski działacz emigracyjny w Wielkiej Brytanii.
Przez wiele lat sprawował stanowisko delegata Rządu RP na uchodźstwie w Crewe.

## Ordery i odznaczenia
- Krzyż Oficerski Orderu Odrodzenia Polski (1989)[4]
- Krzyż Kawalerski Orderu Odrodzenia Polski (11 listopada 1965, za zasługi w pracy społecznej i na rzecz Skarbu Narodowego RP w Crewe)[1]
- Złoty Krzyż Zasługi – dwukrotnie (po raz drugi w 1979)[5]